# Linia kolejowa nr 54
Linia kolejowa nr 54 – zlikwidowana, jednotorowa, niezelektryfikowana linia kolejowa łącząca stacje Giżycko i Kruklanki. Obecnie linia nie figuruje w ewidencji PKP PLK.

## Historia
Linia kolejowa została otwarta 21 grudnia 1905 roku jako fragment linii kolejowej Giżycko – Węgorzewo. W wyniku działań wojskowych, między marcem a czerwcem 1945 roku linia została rozebrana. Odbudowa linii nastąpiła w 1951 roku, a przewozy pasażerskie zostały uruchomione ponownie w 1952 roku. Ruch pasażerski wstrzymano na linii 1 września 1987 roku, natomiast ruch towarowy utrzymywał się do listopada 1987 roku. Decyzję o całkowitej likwidacji linii podjęto w 2001 roku, a prace rozbiórkowe zakończono w maju 2002 roku.